# Borrby
Borrby és una localitat de Suècia, a la comuna de Simrishamn, a 15 km al sud-oest d'aquest municipi. Està situada a la província històrica d'Escània. L'any 2015 comptava amb 975 habitants. És una vila del llibre des de l'any 2011.